# Phoebe luteola
Phoebe luteola là một loài bọ cánh cứng trong họ Cerambycidae.